# روي كوركوران
روي كوركوران (بالإنجليزية: Roy Corcoran)‏ هو لاعب كرة قاعدة أمريكي، ولد في 11 مايو 1980 في باتون روج في الولايات المتحدة.

## وصلات خارجية
- روي كوركوران على موقع دوري كرة القاعدة الرئيسي (الإنجليزية)
- روي كوركوران على موقعبيزبول رفرنس.كوم (الدوري الرئيسي) (الإنجليزية)
- روي كوركوران على موقعبيزبول رفرنس.كوم (الدوري الثانوي) (الإنجليزية)
- روي كوركوران على موقع إي إس بي إن.كوم (أم.أل.بي) (الإنجليزية)
- روي كوركوران على موقع مشجعي الرسوم البيانية (الإنجليزية)